# Духовний Бенціон Ізраїльович
Духовний Бенціон Ізраїлевич (1886, с. Рівна, Могилівський повіт, Подільська губернія (тепер — с. Рівне, Мурованокуриловецький район, Вінницька область) — 9 грудня 1937, Москва, Росія) — єврейський громадсько-політичний діяч. Член Української Центральної Ради.

## З життєпису
Освіта — середня. Член Бунду. У 1917 року обраний членом Української Центральної Ради від національних меншин. У 1919 р. комісар фінансів прорадянської псевдодержави — Бесарабська СРР. Згодом проживав у Москві та отримував персональну пенсію від більшовицького уряду. Член ВКП(б). Заарештований 23 серпня 1937 року. 9 грудня того ж року засуджений Воєнною колегією Верховного суду СРСР до розстрілу. Похований на кладовищі поблизу села Комунарка у Московській області (Росія). У 1956 році реабілітований.
Дружина — Хінда Хаїмовна Ройзман. Син — Бенью́мен-Іцхок Духовний (Б. И. Михали).

## Праці
- Одесский Губернский Финансовый съезд. Доклад тов. Духовного // Вестник Одесского Губфинотдела, 01.07.1919 г., № 6, с. 3—4.